# Angelina Borić
Angelina Borić (* 24. Juli 1907 in Višnjićevo bei Šid, Syrmien, Österreich-Ungarn; † 1991 in Zagreb) war eine jugoslawische Psychologin und Sonderpädagogin.

## Leben
Sie schloss 1934 ihr Studium an der Universität Zagreb ab. Während des Zweiten Weltkrieges war sie an Schulen in Valjevo, Mladenovac und Belgrad tätig, nach Kriegsende als Psychologin am Institut für berufliche Bildung in Zagreb sowie im Sozialministerium der SR Kroatien. 1948 bis 1962 lehrte sie an der Pädagogischen Hochschule Zagreb, von 1962 bis 1972 war sie Professorin für Sonderpädagogik an der Universität Zagreb. Ihre Forschungsgebiete waren die Bildungs- und Berufschancen von Menschen mit geistiger Behinderung sowie der Umgang Gesunder mit diesen Menschen.

## Werke
- Mentalna nedovoljna razvijenost (Mentale Unterentwicklung), 1960
- Pedagogija (Pädagogik), 2. Aufl. 1973